# 王依群
王依群（1922年—1995年），男，陕西渭南人，中国秦腔音乐理论家、作曲家，曾任中国音乐家协会理事，中国音乐家协会西安分会副主席，陕西省戏曲研究院副院长。